# ポール・メルワール
ポール・メルワール（Paul Merwart または Paweł Merwart、1855年3月25日 - 1902年5月8日）はフランス人の父親、ポーランド人の母親から生まれた画家である。

## 略歴
現在のウクライナ、ヘルソン県のMarianówkaに生まれた。父親はフランス人で母親はポーランド人であった。兄弟にオーストリアで作家となったカール（Karl Merwart:1852-1922）とフランスの植民地の役人となったエミール（Émile Merwart:1869-1960）がいる。当時オーストリア帝国が統治していたリヴィウ（レンベルク）で育ち、そこの学校で学んだ後、ウィーンやグラーツの工科大学で工学を学んだ。決闘で負傷する事件を起こし、イタリアで治療、静養するうちに、美術の道に進むことに決めた。ウィーン美術アカデミーでペンター（Daniel Penther）に学び、1876年にミュンヘン、1877年にデュッセルドルフで修行した後 、パリに移り、エコール・デ・ボザールに入学し、アンリ・ラマンやイジドール・ピルスの学生になった。1879年にサロン・ド・パリに出展した。フランスの市民権を取得し、フランスで結婚した。
「ル・モンド・イリュストレ」や「イリュストラシオン」「ユニヴェール・イリュストレ」などの新聞、雑誌のイラストレーターとして働き、オーストリアやロシアに特派員として派遣された。弟が植民地に影響力のある立場であったので、1896年に植民地専属画家の称号を得て、1899年から1890年は海軍公認画家(Peintre Officiel de la Marine)も務めた。アジアやアフリカ、南米のフランス植民地を訪れて絵を描いた。
西インド諸島のフランス領マルティニークのサン・ピエールに滞在していた時、1902年5月8日のプレー山の噴火によって犠牲になった多数の市民の一人になった。

## 作品

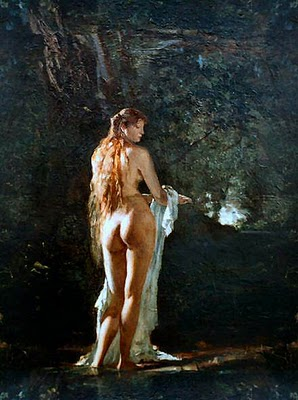
『水浴』（1883年）
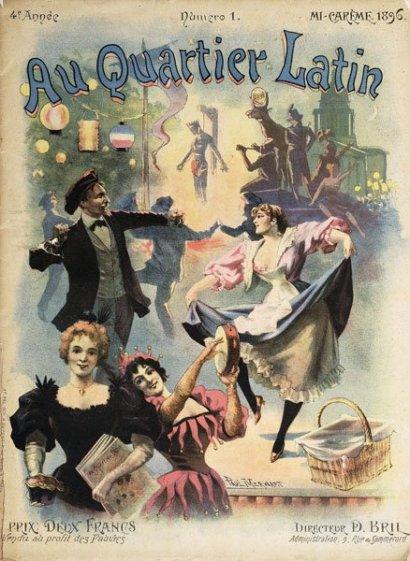
オー・カルチェ・ラタンのポスター（1896年）
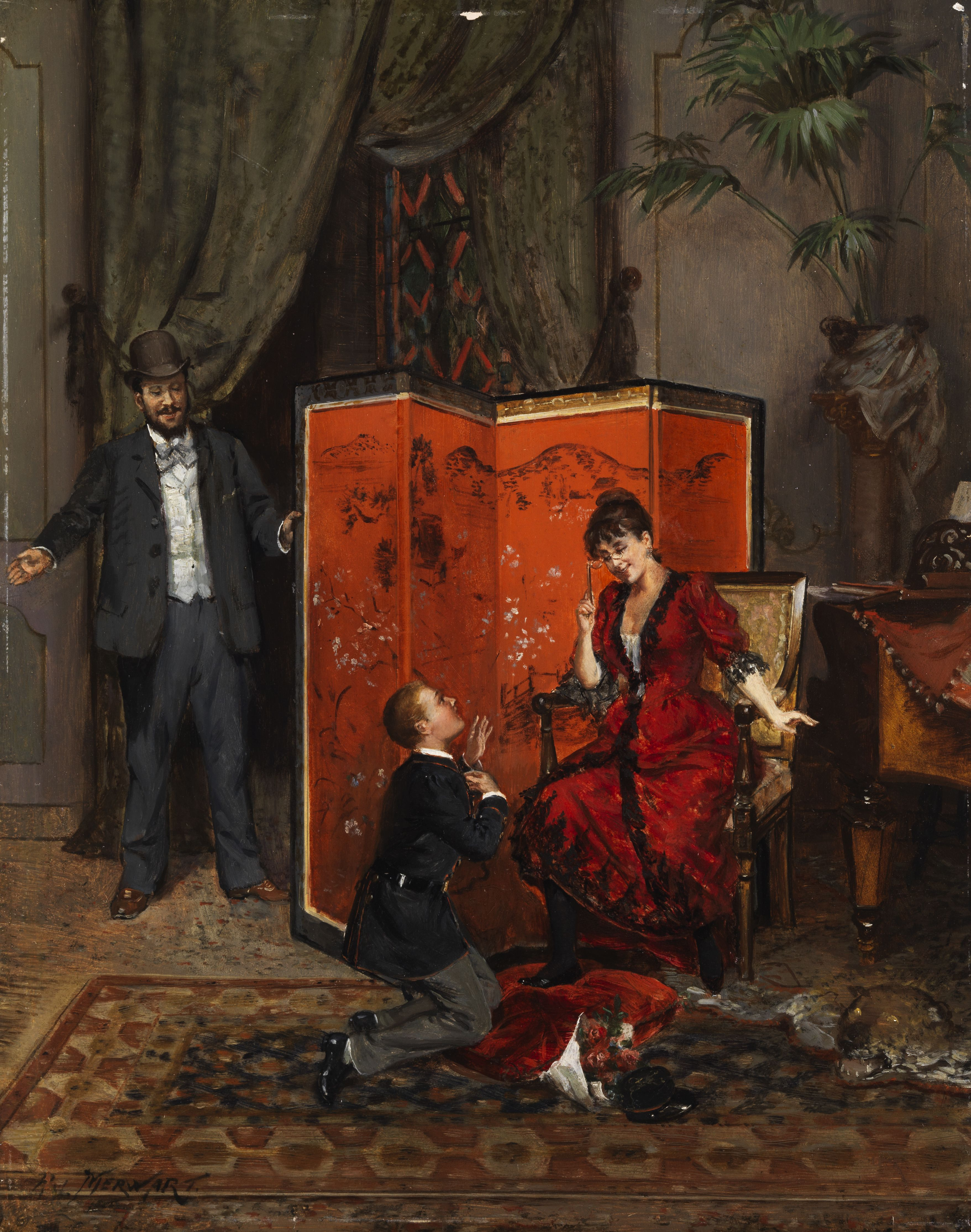
失敗したプロポーズ
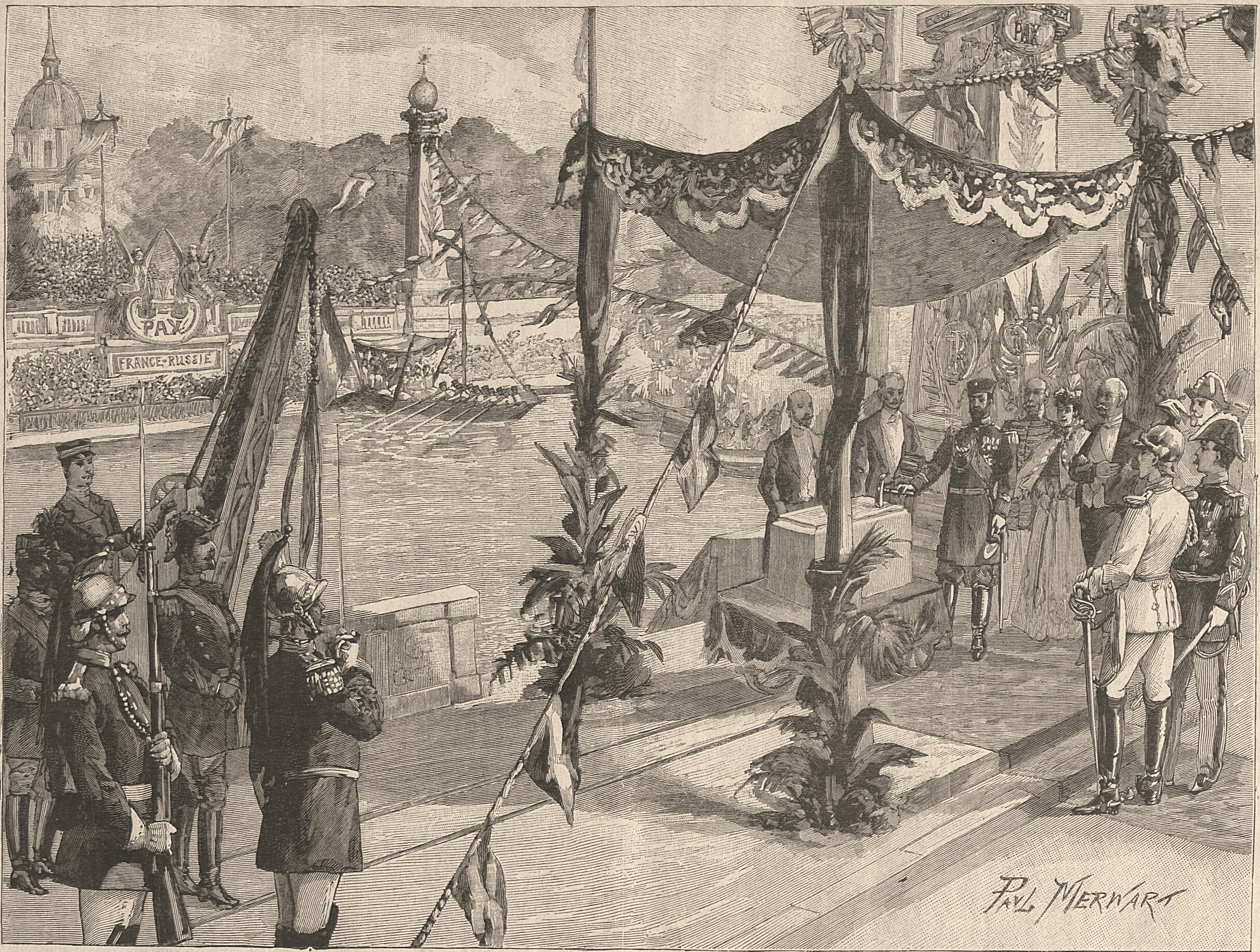
雑誌挿絵（1896年）